# Władysław Grzyb
Władysław Stefan Grzyb (ur. 7 października 1932 w Lublinie, zm. 10 lutego 2019) – polski działacz społeczny z Lublina, krzykacz miejski.

## Życiorys
Ukończył Gimnazjum Zamoyskiego w Lublinie oraz Technikum Kolejowe tamże (jednak nigdy nie pracował w zawodzie). Od młodości działał na rzecz rodzinnego miasta. W 1957 był założycielem oddziału Towarzystwa Przyjaźni Polsko-Chińskiej. Od 1973 członek Stronnictwa Demokratycznego. W latach 80. związał się z NSZZ „Solidarność” (1980), Klubem Inteligencji Katolickiej (1984), Towarzystwem Opieki nad Majdankiem (1988). Od 1991 działał w Towarzystwie Popierania Partnerstwa Miast.
Na przełomie lat 80. i 90 włączył się w przywracanie lubelskim ulicom ich historycznych nazw (opłacił wykonanie tablic z dawnymi nazwami), pomagał w rewitalizacji płyty nieznanego żołnierza na pl. Litewskim oraz tablicy na jednej z rynkowych kamienic, działał również na rzecz przywrócenia tablicy upamiętniającej Gustawa Orlicz-Dreszera.
Był klikonem. Posiadał głos o udokumentowanej sile ponad 80 decybeli. Lublin do 2019 roku był jedynym miastem w Polsce i jednym z kilku w Europie w których zachowała się tradycyjna funkcja klikona miejskiego.
Jako klikon działał od 1990. Najpierw określał się mianem „samozwańczego klikona królewskiego stołecznego grodu Lublin”. Odkąd został członkiem brytyjskiej Starożytnej i Honorowej Gildii Krzykaczy Miejskich, uważał się za oficjalnego klikona Lublina, choć nigdy nikt nie nadał mu takiej funkcji. Założył Dyskusyjny Klub Filmowy i Ogólnopolskie Stowarzyszenie Miłośników Hejnałów Miejskich. Był pomysłodawcą Ogólnopolskich Przeglądów Hejnałów Miejskich w Lublinie.
Zmarł 10 lutego 2019 roku w wieku 86 lat. 